# Hemigellius hartlaubi
Hemigellius hartlaubi är en svampdjursart som först beskrevs av Jörn Hentschel 1929.  Hemigellius hartlaubi ingår i släktet Hemigellius och familjen Niphatidae. Inga underarter finns listade i Catalogue of Life.